# Povijest hrvatske književnosti: tisućljeće od Baščanske ploče do postmoderne
Povijest hrvatske književnosti: tisućljeće od Baščanske ploče do postmoderne pregledna je monografija hrvatskog književnog povjesničara i teoretičara književnosti Dubravka Jelčića objavljena 1997., te u drugom, znatno proširenom izdanju 2004. godine. Knjiga predstavlja povijest hrvatske književnosti od prvih tragova pismenosti do kraja 20. stoljeća. Nakon književnopovijesnih djela Ive Frangeša i Slobodana Prosperova Novaka, Jelčićeva knjiga jedan je od značajnijih suvremenih doprinosa u proučavanju povijesti hrvatske književnosti. Knjiga je napisana relativno jednostavnim, pripovjednim stilom prikladnim za približavanje teme općem čitateljstvu.
Prema povjesničaru književnosti Vinku Brešiću pripada tipu književnopovijesnog pregleda svojstvenom “tisućljetnoj panorami sagledanoj iz točke konačno dovršenog procesa konstituiranja hrvatske nacije" Osnovni princip pri pisanju ove monografije naznačen je već na prvoj stranici gdje ističe ulogu književnosti kao "najvjernijeg branitelja i autentičnog tumača hrvatske misli i svijesti" Uz predstavljanje samonikle okrenutosti ka zapadnoeuropskoj književnosti, temeljna je odrednica pri vrednovanju hrvatske književnosti njezina državotvorna i ideološka funkcija, te se autor naročito kritički i polemički osvrće na pisce koji su imali "nacionalno neistančanu svijest" – među ostalima Ivana Mažuranića, Vladimira Nazora i Miroslava Krležu.:str 435.

## Sadržaj
Pregled hrvatske književnosti prikazan je kronološki u šest cjelina s poglavljima kako slijedi:
- X.-XV. st. - Srednjovjekovna književnost
- XV.- XVI. st - Humanizam i renesansa
- XVI.-XVIII. st.- Protureformacija, Barok, Stilski pluralizam XVIII. stoljeća
- XIX. st. − Hrvatski književni romantizam, Kasni romantizam, Rani predrealizam, Šenoino doba, Hrvatski književni realizam
- XIX.-XX. st. - Prva moderna
- XX. st.: Modernizam poslije moderne, Dominacija ekspresionizma, Moderni objektivizam i socijalna tendencioznost, Druga moderna, Plime i oseke policentrizma, Hrvatska književnost u susjednim zemljama, Postmoderna.